# 雷苏兹河畔圣让
雷蘇茲河畔圣让（法語：Saint-Jean-sur-Reyssouze，法語發音：[sɛ̃ ʒɑ̃ syʁ ʁɛsuz]）是法国东部安省的一个市镇，属于布雷斯地区布尔格区。面积 27.48平方公里，人口750，人口密度27人/平方公里（2018年）。

## 人口
雷苏兹河畔圣让人口变化图示
| 数据来源：INSEE |